# ATHENS
ATHENS (akronym z Advanced Technology Higher Education Network/Socrates) je výměnný vzdělávací program, který je pořádán evropskými technickými univerzitami. Program má délku jednoho týdne a probíhá dvakrát ročně – v březnu a v listopadu. Program koordinuje francouzský ParisTech.

## Historie
Program ATHENS byl založen v roce 1996 a zpočátku (v letech 1997–2001) byl finančně podporován Evropskou unií skrze program Sokrates. V současnosti je program financován členskými univerzitami. Mezi předchůdce patří také Semaine Européenne („Evropský týden“), který konal ParisTech v letech 1992–1999 a program Leuven Network konaný mezi roky 1990 a 1997.

## Průběh
Studenti se na program hlásí s několikaměsíčním předstihem. Mají na výběr desítky kurzů pořádaných na členských univerzitách. Podle vlastních preferencí si jich mohou vybrat až pět, ale finální výběr záleží na organizátorech v Paříži. Stipendium pokrývá část nákladů na dopravu a na ubytování.
Kurzy nejsou zaměřeny pouze na obory primárně vyučovaných na členských školách (fyzika, chemie, informatika, elektrotechnika, telekomunikace, stavitelství…), ale snaží se pokrýt i humanitní obory či umění.
Během týdne jsou kromě vzdělávacích aktivit organizovány i tzv. European Dimension Activities. Ty většinou spočívají v prohlídce města, seznámení se s místní kulturou a kulturou ostatních zahraničních studentů. Prostor je dán i seznámení s místními studenty.
Podle oficiálních propozic by měl mít jeden kurz ATHENS hodnotu 2–3 ECTS kreditů.

## Členské univerzity
- Aristotelova univerzita v Soluni (AUTH) – Soluň, Řecko
- Technická a ekonomická univerzita Budapešť (BME) – Budapešť, Maďarsko
- Technická univerzita Delft (TU Delft) – Delft, Nizozemsko
- Katolická univerzita v Lovani (KUL) – Lovaň, Belgie
- Katolická univerzita v Nové Lovani (UCL) – Nová Lovaň, Belgie
- Vysoká škola technická Lisabon (IST Lisboa) – Lisabon, Portugalsko
- Polytechnická univerzita Madrid (UPM) – Madrid, Španělsko
- Polytechnika Milán (PM) – Milán, Itálie
- Technická univerzita Mnichov (TUM) – Mnichov, Německo
- České vysoké učení technické v Praze (ČVUT) – Praha, Česko
- Královský technologický institut (KTH) – Stockholm, Švédsko
- Norská univerzita vědy a techniky (NTNU) – Trondheim, Norsko
- Technická univerzita Vídeň (TUW) – Vídeň, Rakousko
- Varšavská technická univerzita (WUT) – Varšava, Polsko
- Istanbulská technická univerzita (ITU) – Istanbul, Turecko
- ParisTech (MP) – Paříž, Francie